# Université de médecine d'Asahikawa
L'Université de médecine d'Asahikawa (旭川医科大学, Asahikawa Ika Daigaku, couramment abrégée en Kyukui, 旭医) est une université nationale japonaise, située à Asahikawa dansl'ile d'Hokkaido.

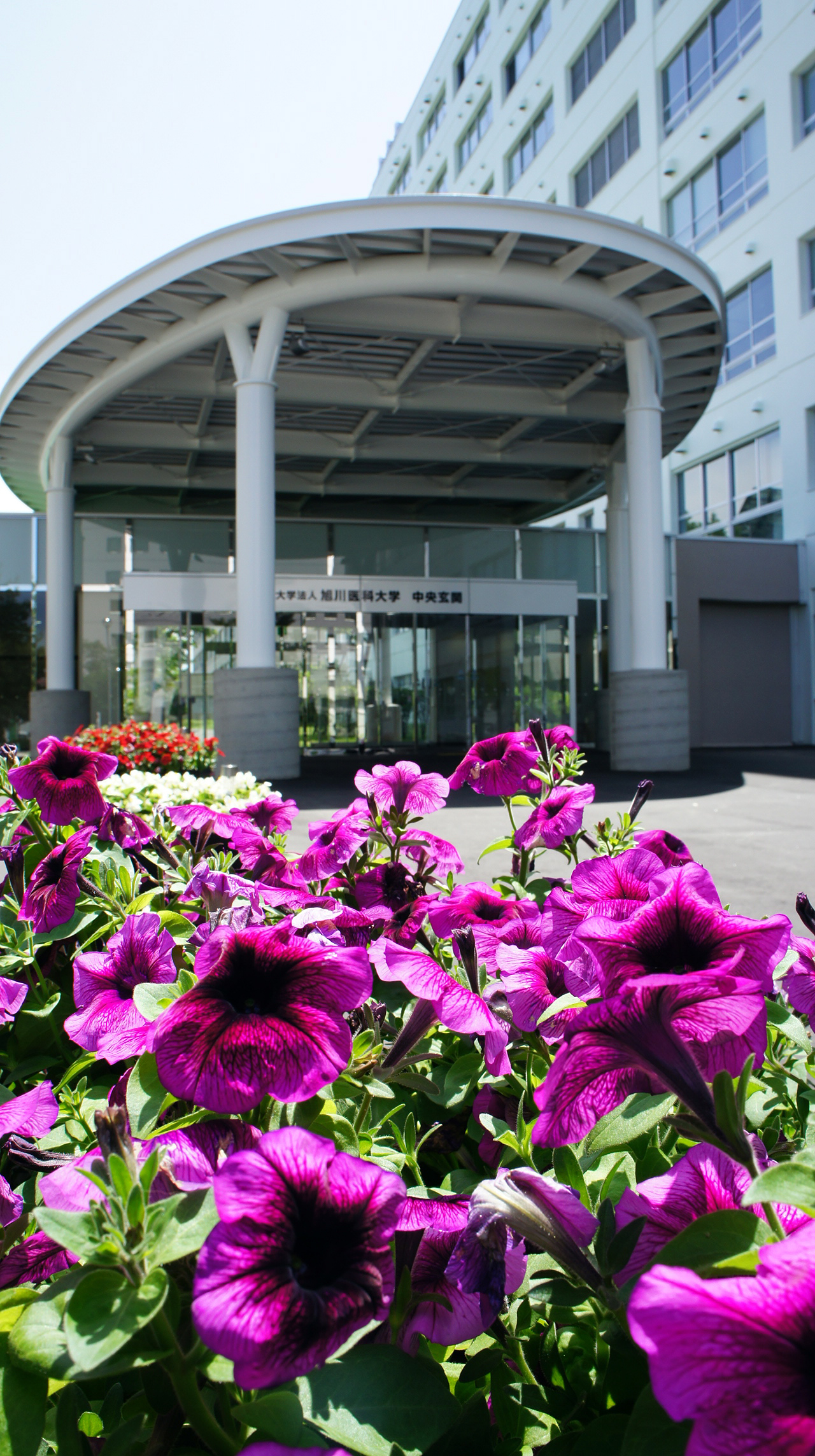
Entrée principale de l'université de médecine d'Asahikawa.

## Facultés
L'université est structurée en faculté de 1er cycle (学部, gakubu) qui a la charge des étudiants de 1er cycle universitaire, et en faculté de cycles supérieurs (研究科, kenkyūka), qui a la charge des étudiants de 2e et 3e cycle universitaire.

### 1er cycle
L'université compte 1 faculté de 1er cycle (学部, gakubu).
- Faculté de médecine
  - Formation pour médecins
  - Formation pour infirmières

### Cycle supérieur
L'université compte 1 faculté de cycles supérieurs (研究科, kenkyūka).
- Faculté de médecine

## Recherches
En mars 2000, une équipe de chercheurs de l'université de médecine d'Asahikawa, en collaboration avec l'université de l'Utah, parvient à greffer des fragments d'ovaires humains dans des souris.